# Swinging London

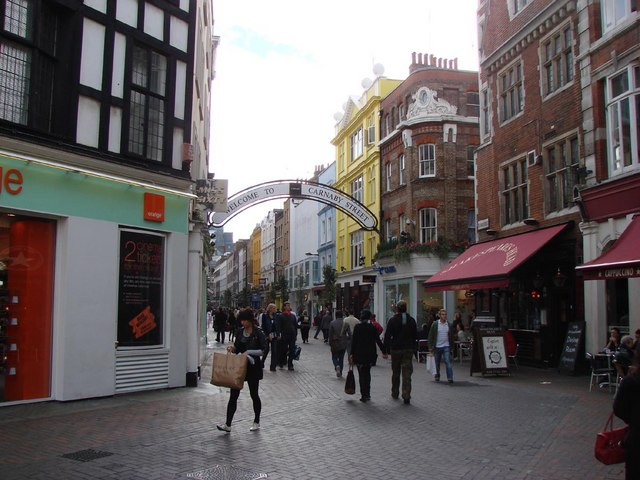
Carnaby Street, un dels centres de moda i cultura d'avantguarda al Londres dels 60.

L'expressió Swinging London es refereix genèricament a la moda i l'ambient cultural que va florir a Londres durant els anys seixanta del segle XX.

## Origen del nom
La paraula "swinging" significa "marxós", és a dir que en podríem dir "el Londres marxós", o "la marxeta de Londres". Fou un fenomen juvenil que valorava per damunt de tot el que era nou i modern. Fou una època d'optimisme i hedonisme, i una revolució cultural. Té el seu origen en la recuperació de l'economia britànica després de les estretors de la postguerra de la Segona Guerra Mundial. El periodista Christopher Booker, fundador de la revista satírica Private Eye, desmentí el caràcter "encisador" dels marxosos seixanta: "Semblaria que no quedava ningú fora de la bombolla, si mirem només fins a quin punt fou extravagant, superficial, egocèntric i fins i tot força horrible".
La denominació "Swinging London" va aparèixer per primer cop a la revista Time el 15 d'abril de 1966 i el nom es deu a l'emissora de ràdio pirata Swinging Radio England, que havia començat a funcionar poc abans. Tanmateix, "swinging" en el sentit de "de moda", ja es feia servir des de principis dels anys seixanta, inclòs per l'artista Norman Vaughan en el seu argot "mogut/gandul" ("swinging/dodgy"), a l'espectacle Sunday Night at the London Palladium. El 1965, Diana Vreeland, editora de la revista Vogue, va dir: "Londres és la ciutat més marxosa del món actualment".

## Música
Ja anunciat el 1959 per la novel·la de Colin MacInnes Absolute Beginners, el Swinging London va romandre ocult fins a la meitat de la Dècada del 1960, i inclogué la música de The Beatles, The Rolling Stones, The Kinks, The Who, Small Faces i d'altres artistes que van constituir el que a Amèrica en van dir la "invasió britànica", així com la creixent popularitat del rock psicodèlic de Jimi Hendrix, que en va esdevenir una icona cultural, i amb grups britànics com Cream i els Pink Floyd del principi. Aquesta música s'escoltava al Regne Unit a través d'emissores pirates com ara Radio Caroline, Wonderful Radio London i Swinging Radio England.

## Moda i altres símbols

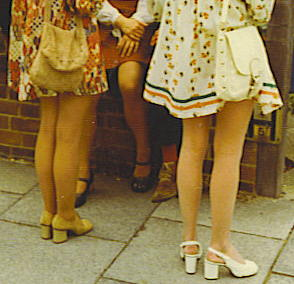
Minis en un casament a Londres, el 1972.

Durant l'època del Swinging London, la moda i la fotografia es van fer un lloc a la revista Queen, que va cridar l'atenció de la dissenyadora de moda Mary Quant.
La model Jean Shrimpton fou una altra icona del moviment, i una de les primeres supermodels que hi ha hagut. Fou la model més ben pagada del món i la més fotografiada en aquella època. A la Shrimpton li deien "la cara dels anys seixanta", de manera que molts l'han considerat "el símbol del Swinging London" i l'"encarnació dels seixanta". Altres models molt conegudes d'aquella època foren Veruschka, Peggy Moffitt i Penelope Tree.
La model Twiggy fou anomenada "la Reina Mod", una etiqueta que compartia amb altres, com ara Cathy McGowan, que va conduir el xou televisiu de rock Ready Steady Go! entre 1964 i 1966.
Les novetats de la moda Mod, com ara la minifaldilla, estimularen àrees comercials com Carnaby Street i Kings Road, al barri de Chelsea. La moda es convertí en un símbol de la cultura juvenil.
La bandera del Regne Unit, la Union Flag, també va ser un símbol en aquella època, en part amb el suport d'esdeveniments com la victòria d'Anglaterra a la Copa Mundial de Futbol de 1966, tot i que també és curiós que la celebració es fes amb la bandera britànica, i no amb l'anglesa.
D'altra banda, el Mini, automòbil creat el 1959, fou emprat per una flota de taxis decorats amb publicitat que cobria tota la seva carrosseria.

## Cinema
Aquest fenomen aparegué en diverses pel·lícules de l'època, unes lloatòries i altres que se'n riuen. Per exemple: Blowup (1966), de Michelangelo Antonioni, Darling (1965), The Knack... and How to Get It (1965), Alfie (1966), Morgan: A Suitable Case for Treatment (1966), Georgy Girl (1966), Modesty Blaise (1966), Casino Royale (1967), Smashing Time (1967), Bedazzled (1967), Up the Junction (1968) o if... (1968).
A la sèrie de pel·lícules còmiques Austin Powers: International Man of Mystery (1997) i Austin Powers: The Spy Who Shagged Me (1999) es va recuperar molts anys després l'estètica del Swinging London, com també a The Boat That Rocked (2009).

## Televisió
Una sèrie televisiva que reflectí l'esperit del Swinging London fou The Avengers (que a Espanya es presentà amb el títol Los vengadores).
El programa de televisió de la BBC Take Three Girls (1969) destacà per haver suposat el primer paper protagonista de Liza Goddard, per una evocadora cançó folk-rock (Light Flight, del grup Pentangle), i per escenes on les heroïnes es mostraven vestides o despullades.
En un episodi de la sèrie de la BBC Adam Adamant Lives!, Adamant (interpretat per Gerald Harper) és un aventurer suspès en el temps des del 1902 i li diuen: "This is London, 1966, the swinging city" ("Això és Londres, el 1966, la ciutat marxosa").
Un episodi de la sèrie de detectius Man in a Suitcase s'inicia amb la frase: "This is London... Swinging London" ("Això és Londres... el marxós Londres").

## Literatura
Les novel·les d'espies d'Adam Diment estan protagonitzades per Philip McAlpine, un xitxarel·lo amb el cabell llarg, fumador d'herba, sortit directament de Carnaby Street per fer d'espia britànic.